# Dexchlorphéniramine
La dexchlorphéniramine est un antihistaminique qui fait partie de la famille chimique des Alkylamines substituées,. C'est un médicament utilisé dans le traitement de l'allergie. Cet antihistaminique est très sédatif (à cause de l'effet anticholinergique) ce qui le fait utiliser dans les cas de prurit (démangeaisons vives). Il est également utilisé comme antitussif. En raison de la somnolence qu'il provoque, il est moins utilisé contre les allergies.
Il est commercialisé sous différents noms : Polaramine (France, Suisse et Belgique, Pays-Bas, États-Unis, Autriche), Célestamine et Rhinatux (France), Polaramide (Belgique) Polramin (Italie) ou Polaronil (Allemagne).